# Otto Lutz (Unternehmer)
Otto Lutz (* 8. April 1906 in Stuttgart-Cannstatt; † 2. Mai 1974 in Braunschweig) war ein deutscher Hochschullehrer, Ingenieur, Triebwerkskonstrukteur und Unternehmer.

## Leben und Werk
Otto Lutz war der Sohn des Oberwerkmeisters Paul Lutz. Nach dem Abitur in Cannstatt studierte er von 1925 bis 1930 Maschinenbau an der Technischen Hochschule Stuttgart. Er promovierte 1930 mit „Untersuchungen über die Spülung von Zweitaktmotoren“ und arbeitete anschließend sechs Jahre lang im Labor für Verbrennungskraftmaschinen, wo Lutz auch an der Entwicklung des Motors für den KdF-Wagen beteiligt war. 1934 folgte die Habilitation und der Wechsel als Privatdozent und Abteilungsleiter des Motoreninstituts der Deutschen Forschungsanstalt für Luftfahrt (DFL) nach Braunschweig. Gleichzeitig übernahm er dabei, wie auch einige seiner DFL-Kollegen, eine Dozentur (Flugmotorenbau) an der Technischen Hochschule Braunschweig. Lutz arbeitete beispielsweise an Verfahren zur Leistungssteigerung von Flugzeugmotoren durch Zugabe von Sauerstoffträgern (GM-1-Verfahren). Darüber hinaus entwickelte er hochenergetische Treibstoffgemische für Strahltriebwerke. 1940 folgte die Ernennung zum ordentlichen Professor im Reichsdienst. 1943 ging Lutz nach München, um dort das Institut für Triebwerke der Luftfahrtforschungsanstalt Hermann Göring in München aufzubauen. Otto Lutz trat zum 1. Mai 1937 in die NSDAP ein (Mitgliedsnummer 3.960.580) und war Mitglied im NS-Studentenbund, NS-Lehrerbund, Reichsluftschutzbund, dem NS-Altherrenbund der Deutschen Studenten, der DAF und der NSV.
Nach dem Ende des Zweiten Weltkrieges arbeitete Lutz zunächst als Berater und als Unternehmer in seinem eigenen am 13. Mai 1946 gegründeten Unternehmen, der „LUTZ GmbH“. Nachdem das Unternehmen 1954 in Konkurs gegangen war, nahm er im selben Jahr einen Ruf der Technischen Hochschule Braunschweig an und übernahm den Lehrstuhl für Maschinenelemente und Fördertechnik. Gleichzeitig übernahm Lutz auch die Leitung des Instituts für Strahltriebwerke an der wiedergegründeten Deutschen Forschungsanstalt für Luftfahrt in Braunschweig. 1958 wurde Lutz zum Präsidenten der Deutschen Forschungs- und Versuchsanstalt für Luft- und Raumfahrt (DFVLR) ernannt und hatte diese Position bis 1969 inne. In diesem Jahr wurde die DFL in die DFVLR überführt. Lutz gehörte bis zu seiner Pensionierung im Jahr 1972 dem Senat der DFVLR an. Er gehörte auch dem Verein Deutscher Ingenieure (VDI) mit der Mitgliedsnummer 28084 an und war im Braunschweiger Bezirksverein des VDI aktiv.
Lutz’ wissenschaftlicher Ruf gründete sich vor allem auf seine Grundlagenforschung über Spülvorgänge in Zweitaktmotoren sowie über Treibstoffe für Raketentriebwerke. Seine Eigenentwicklungen von Kleinmotoren belegen ebenfalls seine Fähigkeiten als Konstrukteur. In den 1950er- und 1960er-Jahren gehörte Otto Lutz zu den führenden deutschen Experten für Strahltriebwerke.

### Lutz GmbH

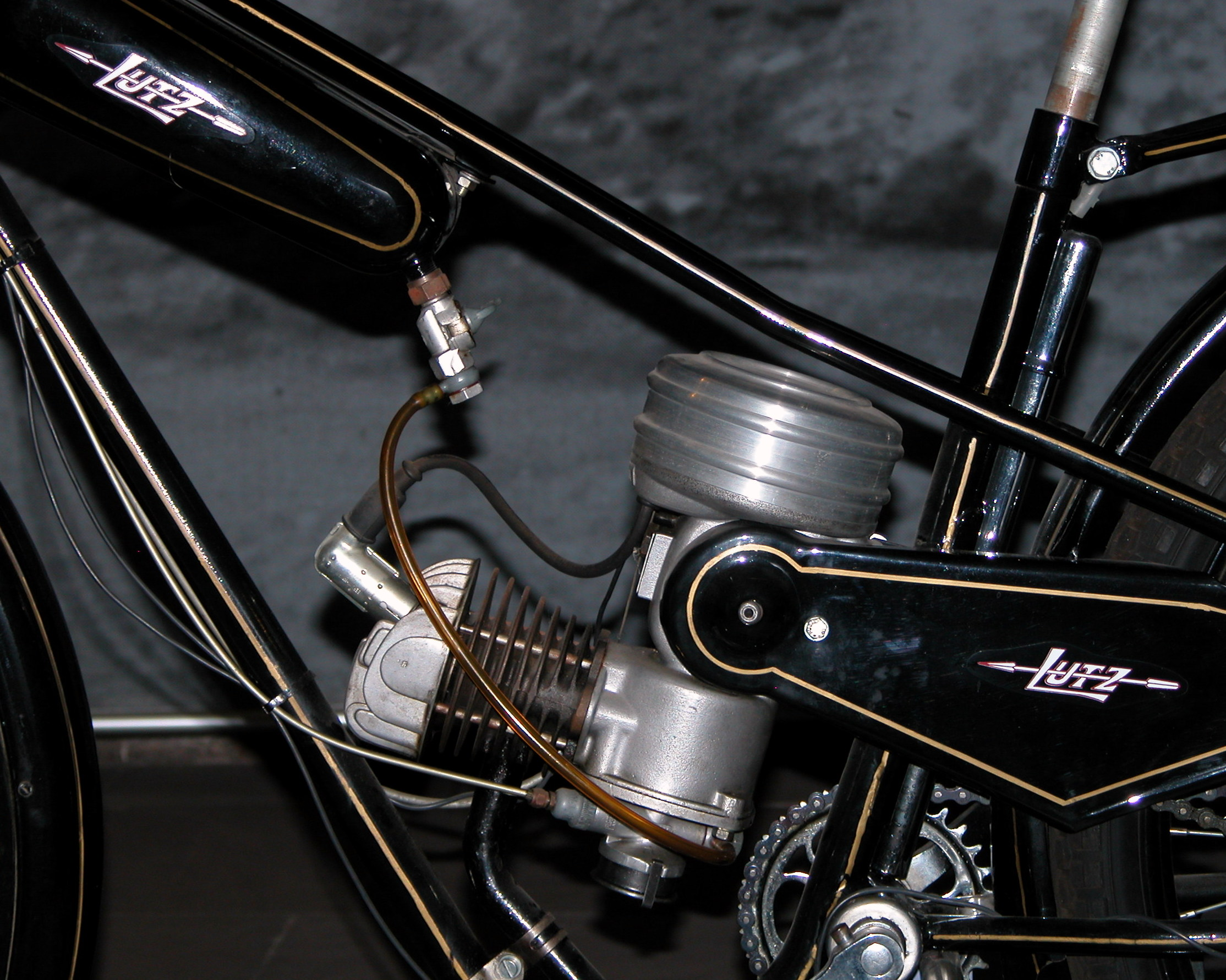
Charakteristischer L-förmiger Motor, Tank und Logo der Lutz GmbH

Nach dem Kriegsende und zunächst ungewissen Zukunftsaussichten wandte sich Lutz wieder den Zweitaktmotoren zu und gründete 1946 die „Lutz GmbH“ – ein Unternehmen, das erschwingliche Motorfahrzeuge in Form von Fahrrädern mit Hilfsmotor, Mopeds und Motorrollern produzierte. Die Werkstätten befanden sich im Braunschweiger Stadtteil Kralenriede, Bienroder Weg 53, wo Lutz bereits während des Krieges Werkstätten unterhalten hatte.
Die charakteristischen L-förmigen Ein-PS-Motoren hatte Lutz selbst bereits Anfang der 1940er-Jahre entwickelt und patentieren lassen. Sie wurden in seinen Werkstätten gebaut. Nun entwickelte er dort Hilfsmotoren für Fahrräder und später Motorroller. Zwischen 1946 und 1954 produzierte die „Lutz GmbH“ etwa 3000 Fahrzeuge. Lutz’ eigenes Moped – ein „Lutz P 53“ – ist erhalten und kann heute in der Außenstelle des Städtischen Museums Braunschweig im Altstadtrathaus besichtigt werden.

## Auszeichnungen
Am 10. Juli 1967 wurde Otto Lutz das Große Verdienstkreuz der Bundesrepublik Deutschland verliehen. Seit 1959 war er ordentliches Mitglied der Braunschweigischen Wissenschaftlichen Gesellschaft. Der Verein Deutscher Ingenieure verlieh ihm die VDI-Ehrenplakette.

## Schriften (Auswahl)
- Otto Lutz: Untersuchungen über die Spülung von Zweitaktmotoren. Dissertation Technische Hochschule Stuttgart 1930, DNB 57087291X.
- Otto Lutz: Untersuchungen über die Spülung von Zweitaktmotoren. Wittwer, Stuttgart 1931, DNB 580624544.
- Otto Lutz: pV-Tafel, Tabellen und Diagramme zur thermischen Berechnung der Verbrennungskraftmaschinen. Springer, Berlin 1932. DNB 361184212.
- Otto Lutz, Wilhelm Maier: Resonanzerscheinungen in den Rohrleitungen von Verbrennungskraftmaschine. Wittwer, Stuttgart 1934, DNB 580640590.
- Otto Lutz, Friedrich Wolf: IS-Tafel für Luft und Verbrennungsgase. J. Springer, Berlin 1938, DNB 361184204.
- Otto Lutz: Über die Ausnutzung der kinetischen Energie des Auspuffstrahles bei Zweitakt-Brennkraftmaschinen zum Spülen. Wirtschaftsgruppe Fahrzeug-Industrie, Berlin-Charlottenburg 1939, DNB 364981245.
- Otto Lutz: Die Versuchsmaschine zur Nachahmung des Spülvorganges im schnellaufenden Motor. (Verfasst an der Luftfahrtforschungsanstalt Hermann Göring, Institut für Motorenforschung, Braunschweig). Wirtschaftsgruppe Fahrzeugindustrie, Berlin-Charlottenburg 1939, DNB 580624552.
- Otto Lutz, Wolfgang Noeggerath: Spülvorgang bei Zweitaktmaschinen. VDI-Verlag, Berlin 1939, DNB 580624536.
- Otto Lutz: Über Leistungssteigerung von Flugmotoren durch Zugabe von Sauerstoffträgern. Vortrag, gehalten in der 4. Wissenschaftssitzung der Ordentlichen Mitglieder am 5. Juni 1942, Sitzungsperiode 1942/43. Deutsche Akademie der Luftfahrtforschung, Berlin 1942. (= Schriften der Deutschen Akademie der Luftfahrtforschung)
- Otto Lutz, Walter Alvermann, Wolfgang Dietze: Beitrag zur Thermodynamik der Überschallströmung. Deutsche Forschungsanstalt für Luft- und Raumfahrt e.V., Institut für Strahlantriebe, Braunschweig 1959, DNB 364360267.
- Otto Lutz: Antriebsfragen der Luft- und Raumfahrt. Vandenhoeck und Ruprecht, Göttingen 1966, DNB 457475285.